# ديف بروك
ديف بروك (بالإنجليزية: Dave Brock)‏ هو مدير فني أمريكي، ولد في 5 يونيو 1967.